# II liga polska w piłce siatkowej mężczyzn (2009/2010)/Grupa II
Rozgrywki grupy II, II ligi w sezonie 2009/10 rozpoczęły się 26 września 2009, a do rywalizacji zgłoszono 10 zespołów. Cztery pierwsze drużyny po rundzie zasadniczej zagrają w finałach play-off, których zwycięzca weźmie udział w zmaganiach z mistrzami pozostałych grup o awans do I ligi.

## Faza Play-off

### I Runda
|  |  | PÓŁFINAŁY |  |
|  |  | --------- |  |

| 13.02.2010 | EKS Skra Bełchatów | 3:1 (21:25, 25:18, 25:20, 25:23) | Bzura Ozorków |

| 14.02.2010 | EKS Skra Bełchatów | 1:3 (25:18, 22:25, 15:25, 21:25) | Bzura Ozorków |

| 27.02.2010 | Bzura Ozorków | 1:3 (30:28, 20:25, 22:25, 10:25) | EKS Skra Bełchatów |

| 28.02.2010 | Bzura Ozorków | 0:3 (18:25, 21:25, 23:25) | EKS Skra Bełchatów |

| 13.02.2010 | Sudety Kamienna Góra | 3:1 (25:15, 21:25, 25:22, 25:21) | Czarni Rząśnia |

| 14.02.2010 | Sudety Kamienna Góra | 3:1 (25:21, 25:12, 21:25, 25:19) | Czarni Rząśnia |

| 27.02.2010 | Czarni Rząśnia | 3:1 (22:25, 25:20, 25:20, 25:20) | Sudety Kamienna Góra |

| 28.02.2010 | Czarni Rząśnia | 3:1 (25:21, 20:25, 25:20, 25:19) | Sudety Kamienna Góra |

| 3.03.2010 | Sudety Kamienna Góra | 3:2 (25:20, 23:25, 27:29, 25:17, 15:11) | Czarni Rząśnia |

|  |  | MECZE O 8 MIEJSCE |  |
|  |  | ----------------- |  |

| 13.02.2010 | AZS Opole | 3:1 (25:23, 25:22, 19:25, 25:10) | Victoria Wałbrzych |

| 14.02.2010 | AZS Opole | 3:1 (20:25, 25:21, 25:17, 25:20) | Victoria Wałbrzych |

| 27.02.2010 | Victoria Wałbrzych | 0:3 (19:25, 20:25, 22:25) | AZS Opole |

### II Runda
|  |  | FINAŁY |  |
|  |  | ------ |  |

| 13.03.2010 | EKS Skra Bełchatów | 3:0 (25:20, 27:25, 25:15) | Sudety Kamienna Góra |

| 14.03.2010 | EKS Skra Bełchatów | 0:3 (17:25, 19:25, 19:25) | Sudety Kamienna Góra |

| 27.03.2010 | Sudety Kamienna Góra | 3:0 (25:20, 28:26, 25:21) | EKS Skra Bełchatów |

| 28.03.2010 | Sudety Kamienna Góra | 3:1 (27:25, 25:16, 18:25, 25:22) | EKS Skra Bełchatów |

## Klasyfikacja Końcowa
| Miejsce | Zespół                | Uwagi              |
| ------- | --------------------- | ------------------ |
| 1       | Sudety Kamienna Góra  | turniej finałowy   |
| 2       | EKS Skra Bełchatów    |                    |
| 3       | Czarni Rząśnia        |                    |
| 4       | Bzura Ozorków         |                    |
| 5       | Rosiek Syców          |                    |
| 6       | Delic-Pol Częstochowa |                    |
| 7       | TS Volley Rybnik      |                    |
| 8       | AZS Opole             |                    |
| 9       | Victoria Wałbrzych    | turniej barażowy   |
| 10      | Burza Wrocław         | spadek do III ligi |
| 11.     | SMS PZPS II Spała     |                    |